# L-селектин
L-селектин (CD62L, англ. L-selectin) — гликопротеин, находящийся на клеточной поверхности лейкоцитов, относится к классу молекул клеточной адгезии, один из трёх селектинов.

## Лиганды
L-селектин состоит из нескольких доменов, которые способны связывать различные лиганды:
- GlyCAM-1, молекула клеточной адгезии, находящаяся на специализированных эндотелиальных клетках лимфатических узлов;
- CD34, белок эндотелиальных клеток;
- MadCAM-1, белок эндотелиальных клеток в лимфоидной ткани, ассоциированной с кишечником;
- PSGL-1, основной лиганд P-селектина, низкоаффинный лиганд для L-селектина.

## Функция
L-селектин участвует в транслокации лейкоцитов из крови в лимфоидную ткань, где они взаимодействуют с антигеном. Эндотелиальные клетки, которые экспрессируют на своей поверхности лиганды к L-селектину, задерживают лейкоциты с L-селектином, что позволяет последним мигрировать в лимфоидную ткань.